# 302 a.C.

## Eventos
- Marco Lívio Denter e Marco Emílio Paulo, cônsules romanos.
- Caio Júnio Bubulco Bruto nomeado ditador em Roma.